# Beihan
Beihan al-Qasab o simplement al-Qasab (també Bi al-Qasab) és una ciutat del Iemen, governació de Shabwa, la principal de la vall del riu Beihan (Bayhan), que forma una comarca fèrtil anomenada també Beihan al-Qasab (de fet la ciutat, inicialment al-Qasab, va prendre el nom de la comarca). Al final del segle xix tenia 12 ciutadelles i 400 cases i estava rodejada de palmerars. La producció principal és el cotó. Fins a la meitat del segle xx hi va haver un barri jueu de certa importància on els habitants treballaven el cuiro i la plata però entre 1948 i 1967 els jueus van emigrar a Israel..

## El riu
El riu es troba entre el wadi Harib (a l'oest) i el wadi Markha (a l'est) que el separa de l'altiplà de Nisiyyin habitat per beduïns.

## La comarca
La regió pren el nom del riu i va entre el país del Awdhila (Awdhali en singular) fins a uns 100 km al nord on desapareix al desert de Ramlat Sabatayn. Aquesta zona fou el cor de l'antic estat de Qataban (Kataban). La regió no fou àmpliament explorada fins al 1950 per una expedició americana. Part de les tribus de la regió s'anomenaren Dhu Bayhan i el país Bayhan o Beihan (antigament Byhn). Landberg suposa que vol dir "pastures col·lectives", però això és discutit. Les zones regades de Radman i Hasi no aprofiten el riu sinó que agafen l'aigua del wadi Sudara. La tribu principal són els Banu Murad, el xeic de la qual tenia origen a Al-Makraman i exercia autoritat sobre part de la tribu dels madhhidj.

### Divisions internes
El territori és dividit en tres parts:
- El Bayhan al-Dawla o Bayhan al-Ala, al sud, desolat i gairebé deshabitat excepte la zona de Nati al sud al límit amb el territori de Bayhan al-Qasab. Aquesta zona fou part del sultanat de Rassas que incloïa també el Banyar amb la capital Al-Baydha (o Al-Bayda) que queda dins l'estat a la part sud del districte. El clima és insalubre per l'estancament d'aigües de Ghayl.
- El Bayhan al-Qasab, la part central més fèrtil. Inclou la vall occidental del Khirr que corre al sud, a l'oest del wadi Bayhan, fins que s'uneix a aquest prop d'Al-Qasab. El territori és ric en aigües subterrànies que es troben a pocs metres de profunditat, i hi ha centenars de pous actius, que permeten un sistema acceptable d'irrigació. La regió és rica en palmeres i en l'arbre anomenat ilb i altres tipus de vegetació. La pluviometria és reduïda i de vegades hi ha uns quants anys seguits sense pluja. la producció principal són els dàtils, el nabk, les figues, el blat, l'orgue, el mill, el dukhn, el sèsam, el blauet, i el cotó; a les zones muntanyoses hi ha bones pastures per cabres; la regió produeix una apreciada raça de camells. Està poblat per la tribu Al-Musabayn dividits en dues branques: Al-Ahmad i Al-Arif, i viuen en nombrosos petits llogarets; l'única ciutat de certa importància és Al-Qasab (anomenada també Hisn Abd Allah) on hi ha el mercat, i és també el centre administratiu regional; disposa d'aeròdrom i estació de radiodifusió.
- El Bayhan al-Asfal, al nord, poc poblada i que acaba al desert d'arena. Està dividit en quatre comarques governades pels haiximites, descendents del profeta: Hinw, Al-Shatt, Hakba i Asaylan; les dues primeres governades per sayyids i les dues darreres per xerifs. La regió s'anomena en conjunt Bilad al-Sada o Bilad al-Ashraf (Bayhan al-Asfal és un nom geogràfic) i té capital a Nukub amb un aeròdrom, poblada per beduïns i per membres de la tribu dels Bal Harith; aquesta tribu domina a les mines de sal d'Ayadim, ja en el desert.

### Història
El territori sencer estava antigament ben regat per aqüeductes durant el regne de Qataban; era part de la ruta de l'encens entre Shabwa i Marib. El tell Hadjar Kublan al sud d'Asaylan té nombroses restes arqueològiques i és el lloc on era l'antiga Timna o Tumna, la capital del Qataban; s'hi han trobat nombroses restes romanes i es pot establir que la capital fou destruïda pel foc vers el 10 dC. S'han trobat també estàtues (una de la princesa Brt), dos lleons de bronze de tipus hel·lenístic, uns cavallers, i les restes de dos palaus; la necròpolis, a Hayd ben Akil, ha estat també excavada parcialment. Més al sud també hi ha unes ruïnes antigues a Hisn al-Hadjar. A la confluència entre el wadi Bayhan i el wadi Mablaka, a Hadjar ben Humayd,, s'ha trobat molta poteria datada vers mil anys abans de Crist. El sistema de rec fou abandonat vers el 800.

### Emirat de Beihan
El riu donà nom a la regió, que constituí un emirat que fou part del Protectorat Occidental d'Aden. Els seus límits a l'oest i sud foren establerts el 1934 per un acord amb el Iemen (nord); té al nord el desert de Rub al-Khali i a l'est i part del sud les muntanyes de l'Alt Awlaqi; al nord-est limita amb les tribus Kurab. L'emirat tenia uns 6000 km² i uns 8000 habitants.
Els ashraf (xerif) i els sayyid no són un grup tribal sinó famílies descendents del Profeta; tenen el suport dels Bal Harith de Bayhan al-Asfal i dels Al-Ahmad de Bayhan al-Qasab. El xerif Ahmad ben Mushin, de la branca dels Ahl Abili, va signar un tractat de protectorat amb els britànics el 1903. Les reivindicacions del territori pel Iemen (després del 1920), la situació interna, i les necessitats de seguretat dels britànics, van imposar al xerif protegit anomenat "cap del tractat" com a cap de tot el territori, amb l'altra xerif, els dos sayyids i els xeics com a subordinats. El tractat final de protectorat es va signar el 1944 entre el regent del xerif (que llavors era un menor) i el govern britànic. La seva capital fou Nukub, on es va construir un aeròdrom. El 1954 es va concedir un tractat especial de protecció al xeic dels Musabayn, en terreny dels quals es va construir un altre aeròdrom, de la protecció del qual foren encarregats. En aquest temps funcionaven a l'emirat dos tribunals: un de la xara i un de dret ancestral (urf), i hi havia dos escoles.
El 1959 fou un dels membres fundador de la Federació d'Emirats Àrabs del Sud, i del 1962 al 1967 fou part de la Federació d'Aràbia del Sud. El juliol de 1967 l'emir va fugir al Iemen del Nord i els revolucionaris es van apoderar del poder, van posar fi al sistema feudal i van abolir l'emirat, que va quedar inclòs a la muhafazah IV (governació IV) de la República Popular del Iemen del Sud. Després del 1990, amb la unió dels dos Iemen, formà part de la governació de Shabwa.

## Emirs haiximites de Beihan (o Bayhan) de la branca dels Al-Abili
- Sharif Husain ben Qais al-Hashimi vers 1800
- Sharif Suqbil ben Husain Abu al-Qaisi al-Hashimi
- Sharif al-Barak ben Abili al-Hashimi
- Sharif Muhsin ben al-Barak al-Abili al-Hashimi
- Sharif Ahmad ben Muhsin al-Abili 1903-1935
- Sharif Husain bin Ahmad Al Muhsin (regent) 1935- ? (després de 1944)
- Sharif Salih ben Husayn al-Abili al-Hashimi 1935-1967

## Bandera de Beihan
La bandera dels xerifs i sayyids haiximites era vermella fosca brodada amb inscripcions alcoràniques en daurat o argentat de gran complexitat i exemplars únics. El vicecònsol americà a Aden, Thomas Henighan, informà el 1959 d'una bandera de l'emirat (que hauria estat usada entre 1944 i 1959) de color verd fosc a l'asta i blau al vol, amb una espasa corba blanca al mig i un estel blanc, emmarcada entre dos línies horitzontals blanques damunt i sota. La bandera de l'emirat de Beihan fou adoptada el 1959 quan el país va ingressar a la Federació d'Emirats Àrabs del Sud. Està formada per tres franges horitzontals, la superior de color vermell molt fosc (símbol dinàstic), la central verda i la inferior groga. Amb base al pal un triangle de color vermell. Una mitja lluna amb les puntes cap al pal simbolitzava probablement la identitat musulmana.